# Cychramus variegatus
Cychramus variegatus – gatunek chrząszcza z rodziny łyszczynkowatych i podrodziny Nitidulinae.

## Taksonomia
Gatunek ten opisany został po raz pierwszy w 1792 roku przez Johanna Friedricha Wilhelma Herbsta pod nazwą Strongylus variegatus.

## Morfologia
Chrząszcz o wysklepionym ciele długości od 5 do 7 mm. Głowa i pokrywy są brunatne, zaś przedplecze jaśniejsze z czterema okrągłymi, ciemnymi plamkami rozmieszczonymi na planie otwartego ku przodowi łuku. Wierzch ciała równomiernie porasta dość gęste, przylegające owłosienie. Samce są przeciętnie większe i bardziej matowe. U samicy na czole przy wewnętrznych krawędziach oczu leży jedna para okrągłych, połyskujących wgłębień. Czułki zbudowane z jedenastu członów, z których trzy ostatnie formują luźno zestawioną buławkę. Przedplecze zachodzi tylną krawędzią na pokrywy. Barwa przedniej pary goleni jest smoliście brązowa, ciemniejsza niż stóp i krawędzi przedplecza. 

## Ekologia i występowanie
Aktywne postacie dorosłe obserwuje się od kwietnia do lipca na butwiejących pniach i pniakach, w grzybach nadrzewnych oraz na kwiatach krzewów i roślin zielnych, chętnie z rodziny selerowatych. Larwy przechodzą rozwój w grzybach, najczęściej w opieńkach. Stadium zimującym jest postać dorosła.
Gatunek palearktyczny. W Europie znany jest z Hiszpanii, Francji, Belgii, Luksemburga, Holandii, Niemiec, Szwajcarii, Liechtensteinu, Austrii, Włoch, Danii, Szwecji, Norwegii, Finlandii, Estonii, Łotwy, Litwy, Polski, Czech, Słowacji, Węgier, Białorusi, Ukrainy, Mołdawii, Rumunii, Bułgarii, Słowenii, Chorwacji, Bośni i Hercegowiny, Czarnogóry, Serbii, Albanii oraz europejskiej części Rosji. Poza tym podawany jest z syberyjskiej i dalekowschodniej części Rosji oraz Japonii.